# 伪币制造者
《伪币制造者》（法语：Les Faux-monnayeurs）是法国作家安德烈·纪德的一部小说，出版于1925年。其中有许多人物，以及纵横交错的情节。该书的主题是要透过外在的伪造金币事件，寓意伪装、虚假而荒诞的世界。
该书被列为世界報20世紀百大書籍第30名。

## 人物

主要人物